# Garimpo

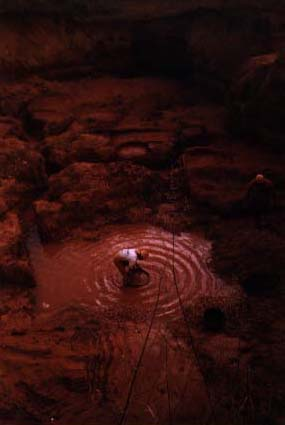
Garimpo de diamantes no Mato Grosso

Garimpo, também chamado de faiscação e cata, é a denominação que se dá à atividade econômica de mineração de cunho artesanal. Consiste numa atividade extrativista — que pode ser rudimentar ou mecanizada — de substâncias minerais como o ouro, diamantes ou outros tipos de minérios.
O garimpo é uma forma de extrair riquezas minerais utilizando-se, na maioria das vezes, poucos recursos, baixo investimento, equipamentos simples e ferramentas rústicas. Tal exploração de minérios, geralmente valiosos, por meios mecânicos, pneumáticos, manuais e/ou animais, em alguns casos é regulamentada, mas majoritariamente feita sem nenhum planejamento e com a utilização de técnicas consideradas predatórias. A atividade do garimpo pode ser desenvolvida a céu aberto nos aluviões ou rochas mineralizadas aflorantes, ou ainda em galerias escavadas na rocha. Mesmo feito o devido tratamento do meio antes, durante e no pós-mineração, o garimpo, dada a baixa intensidade de capital, é considerada uma atividade de predação ambiental e socioeconômica.

## Origem do termo

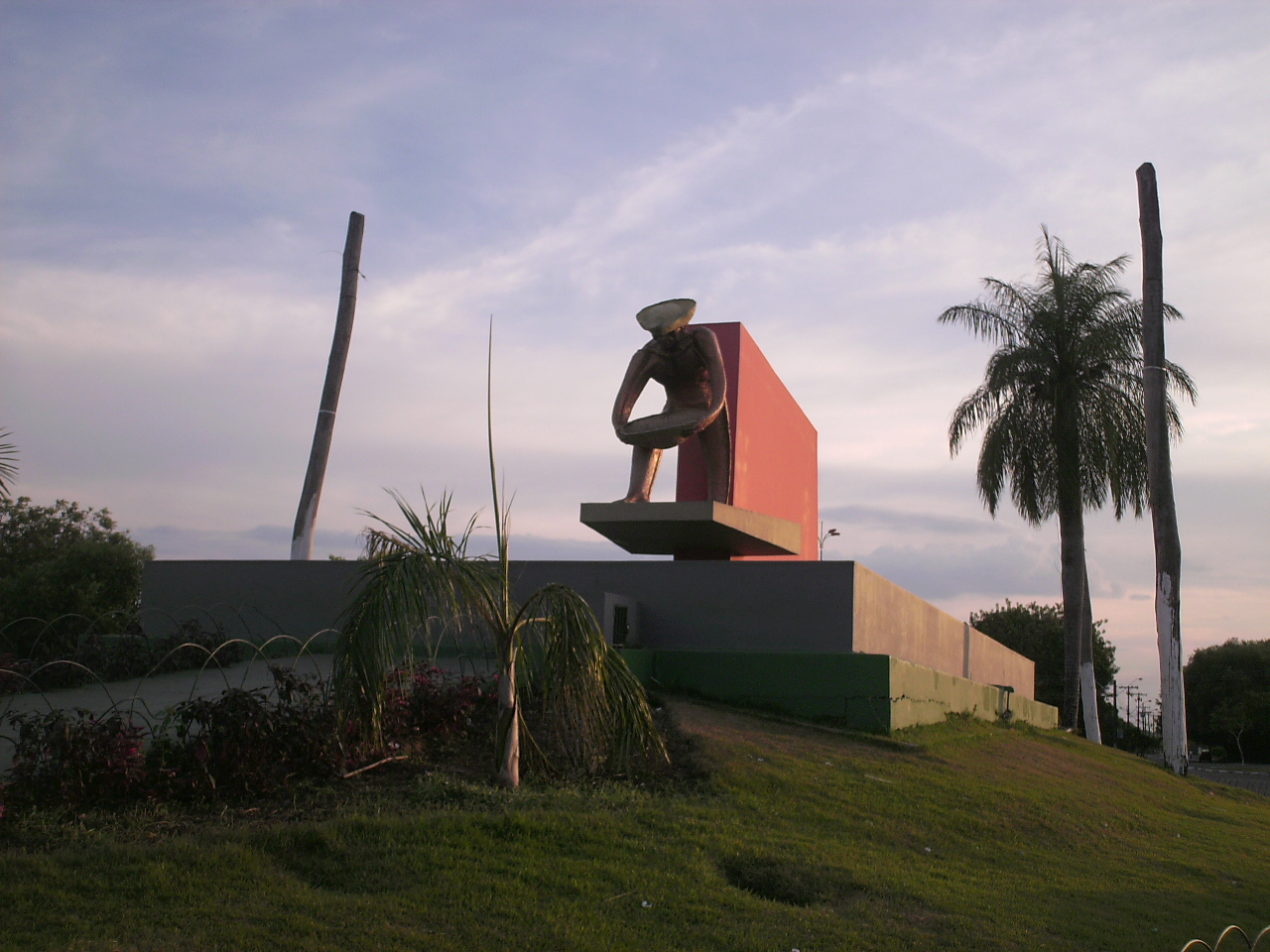
Monumento aos garimpeiros em Boa Vista (Roraima)

O termo 'garimpo' tem origem no Brasil, originalmente dizia respeito à exploração ilegal de minérios nos cumes das serras, chamadas grimpas da época, dando origem à denominação grimpeiro, e posteriormente garimpeiro. Essa forma de mineração ilegal emergiu diante da crescente regulação exercida pelo regime colonial na exploração de minerais, estabelecendo a primeira legislação acerca da extração de ouro em 1730. Ao longo do século, a descoberta de diamantes em Minas Gerais, Mato Grosso e Goiás, motivou a criação de zonas de exploração com controle mais intenso, sendo de direito exclusivo de contratadores grandes ou da própria Coroa, com penalidades pesadas aos infratores. Os faiscadores, como eram também chamados, compunham uma classe de "desclassificados sociais", formada por pobres da colônia, aventureiros da Europa, ex-escravos alforriados, fugidos, e mestiços; vistos com preocupação pela autoridade colonial, representavam também, especialmente no período anterior à maior regulação da mineração no Brasil, um potencial na geração de riquezas, sendo descobridores de importantes reservas minerais e a mão de obra utilizada na sua exploração, nos casos em que outras formas de trabalho não eram disponíveis. Assumiram, portanto, com o endurecimento da legislação, o status de criminosos que violavam as determinações da Coroa, explorando clandestinamente as reservas de diamantes em diversas regiões da colônia. No século XIX, continuavam presentes nas zonas históricas de mineração. Com o fim do período colonial, o garimpo manteve-se como uma atividade clandestina de mineração, explorando novas áreas enquanto também permanecia em zonas históricas.
Na América latina, existe uma diversidade de termos análogos - pirquineros, na Argentina e no Chile, barequeros na Colômbia, coligalleros na Costa Rica, gambusinos no México, güiriseros na Nicarágua, chichiqueros no Sul do Peru, lavaderos de oro na República Dominicana, e pork-knockers na Guiana e no Suriname.

## História
O garimpo é uma atividade de extração mineral existente já há muito tempo no mundo. Durante o período colonial espanhol, a mineração artesanal era praticada em quase todos os países da América Latina. Em muitos lugares, essa mineração remonta aos tempos pré-colombianos. Na Europa, antes da era cristã, o minério e o carvão foram extraídos livremente em todo continente por meio de escavação em pequena escala. Após a Segunda Guerra Mundial, a chamada mineração de emergência em pequena escala era frequentemente praticada.
No Brasil, os garimpos começaram a despontar com maior destaque no século XVIII, com campanhas de busca de ouro e diamantes no estado de Minas Gerais.

## Problemas ambientais e socioeconômicos

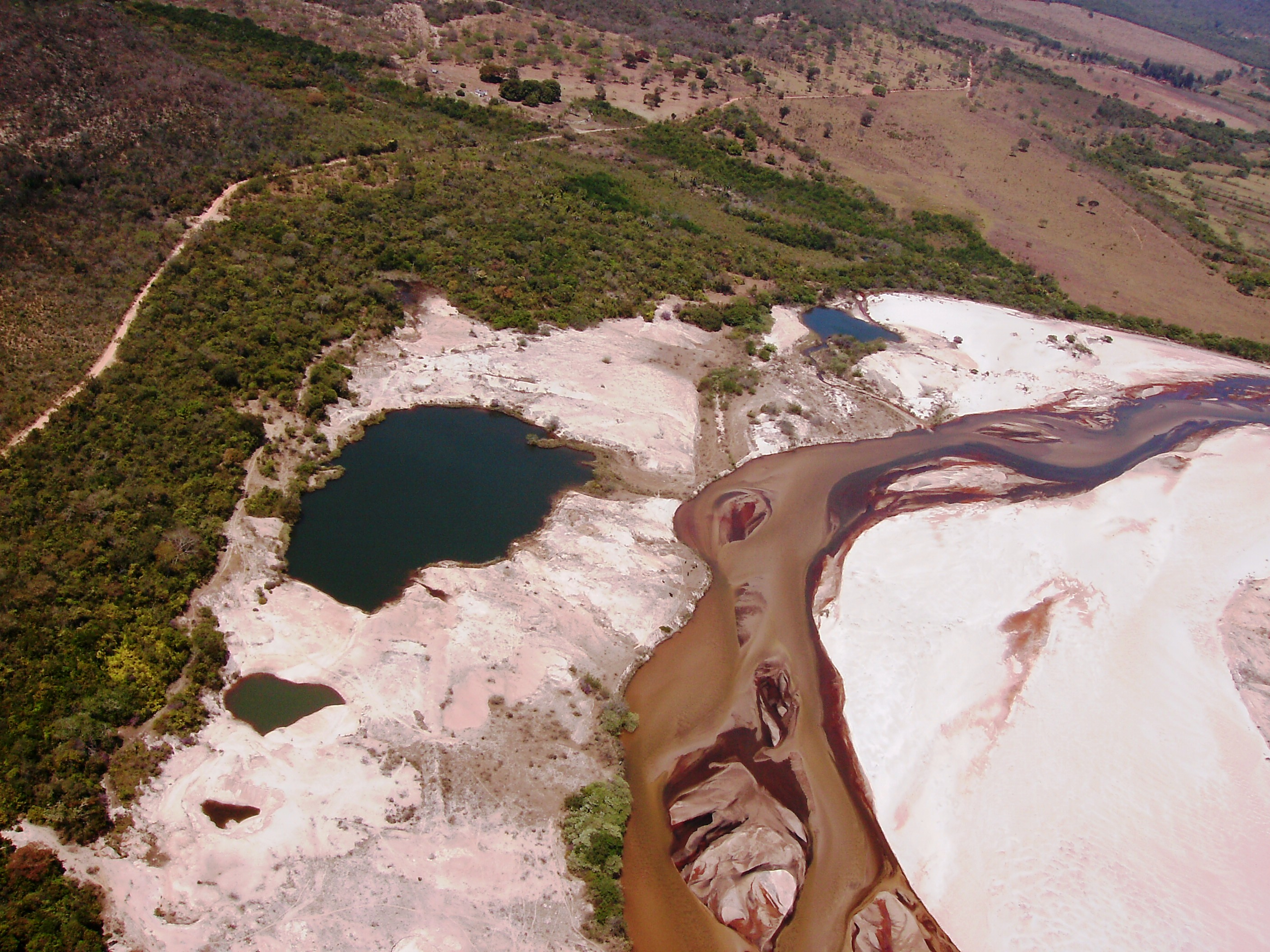
Desvio de rio provocado por garimpo ilegal

O extrativismo de garimpo têm como característica marcante a mudança da fisionomia da paisagem em que trabalha, por causa dos desmontes de terra e materiais para acessar o metal ou gema preciosa. Em geral, a técnica extrativa não dispõe de capital para fazer manejo de solos e massas d'água, bem como tratamento de resíduos e rejeitos da atividade artesanal de mineração. Além disso, muitos garimpeiros sofrem processo de super-exploração do trabalho, no sistema "meia-praça", onde a pessoa que financia fica com 50% do valor extraído. Existe também o sistema de sujeição "picuá-preso", onde o trabalhador mineiro faz o empréstimo com um detentor de capitais para compra de meios de produção e alimentação. Começa seu trabalho no garimpo devendo — um processo de escravidão por dívida —, com toda sua renda sendo capturada pelo dono de capital.
Dentre os impactos ambientais, destaca-se a atividade garimpeira de extração aurífera, que utiliza majoritariamente o mercúrio para possibilitar a amálgama com o ouro, de forma a recuperá-lo nas calhas de lavação do minério. Tanto o mercúrio metálico perdido durante o processo de amalgamação como o mercúrio vaporizado durante a queima da amálgama para a separação do ouro são altamente prejudiciais à vida, causando intoxicação por mercúrio e danos à saúde, que podem se tornar crônicos.
Alguns insetos e peixes metabolizam o mercúrio metálico em dimetilmercúrio, o qual é altamente tóxico para os seres vivos. Como esses animais fazem parte da cadeia alimentar e o mercúrio se acumula nos organismos, o mercúrio orgânico acaba sendo transferido até chegar ao ser humano. O mercúrio vaporizado ao ser inalado também é altamente tóxico. As maiores sequelas pela intoxicação por mercúrio se dão no sistema nervoso, podendo levar à perda da coordenação motora, e se ingerido ou inalado por grávidas, haverá a possibilidade de geração de fetos com danos neurológicos.

### Poluição por mercúrio
A poluição por mercúrio compreende a emissão de mercúrio por atividades humanas e sua acumulação no meio ambiente. O mercúrio apresenta a maior toxicidade entre os metais contaminantes, sendo também o único capaz de bioacumulação na maioria das cadeias alimentares, e o único com potêncial letal em humanos expostos à contaminação ambiental. O vapor de mercúrio, por sua vez, é capaz de transmitir-se na atmosfera, em razão de sua estabilidade química na forma volátil, podendo afetar regiões remotas a partir de um foco de emissão. A contaminação de ambientes aquáticos, por outro lado, ocorre pela possibilidade de metilação por bactérias, entre outras interações químicas e biológicas que são capazes de manter altas concentrações da substância. Por ser lipossolúvel, o metilmercúrio torna-se mais assimilável por diversos organismos, transmitindo-se amplamente pela cadeia alimentar.

## No Brasil
No Brasil, o garimpo denomina, originalmente, uma atividade de exploração mineral de caráter artesanal, espontâneo e em pequena escala, atualmente, entretanto, o chamado garimpo se estrutura como uma produção mecanizada, monopolista, coordenada regional e internacionalmente, com grandes mobilizações de capital e características análogas ao crime organizado. A transformação da estrutura do garimpo já era visível a partir da ditadura militar O garimpo está intimamente ligado à invasão de terras indígenas e unidades de conservação no país, causando uma série de impactos sócio-ambientais, além da vincular-se, também, com diversas atividades criminosas, como a grilagem de terra, crimes ambientais, exploração sexual e estupro, tráfico de armas, drogas e pessoas, trabalho análogo à escravidão, violência sistemática no campo e tráfico internacional de ouro.

### Perspectiva da legislação
Na legislação brasileira, o Código de Minas em seu artigo 70 considera a garimpagem como:
| “ | O trabalho individual de quem utiliza instrumentos rudimentares, aparelhos manuais ou máquinas simples e portáteis, na extração de pedras preciosas, semipreciosas e minerais metálicos ou não metálicos, valiosos, em depósitos de eluvião ou aluvião, nos álveos de cursos d'água ou nas margens reservadas, bem como nos depósitos secundários ou chapadas (grupiaras), vertentes e altos de morros, depósitos esses genericamente denominados garimpos" | ” |

Segundo a legislação brasileira vigente sobre mineração, a atividade garimpeira é considerada uma forma legal de extração de riquezas minerais desde que atenda a determinadas regras e obrigações. É facultado a qualquer brasileiro ou cooperativa de garimpeiros que esteja regularizado no Departamento Nacional de Produção Mineral (DNPM), órgão no país que controla e fiscaliza todas as atividades de mineração.

#### Livros
- Molina, Luísa (2023), Terra rasgada, Brasília: Instituto Socioambiental, Wikidata Q118322701
- Fabio (2022), Reinvenção do garimpo no Brasil, ISBN 978-65-86464-86-3, Wikidata Q118369241 |author1= e |último= redundantes (ajuda)